# 三木鉄道三木線
三木線（みきせん）は、かつて兵庫県加古川市の厄神駅から兵庫県三木市の三木駅までを結んでいた、三木鉄道の鉄道路線である。2008年4月1日に廃止された。

## 概要
西日本旅客鉄道（JR西日本）加古川線厄神駅から分岐し、美嚢川左岸の田園地帯を走り、古くから金物の町である三木までを結んでいた。
元々の開業意図が貨物輸送であり、当時の物流ルートであった美嚢川の舟運を代替する目的で加古川・高砂へ向かって線路が敷かれたため、歴史的な人的交流ルートとズレがあり、1916年の開業当初から旅客輸送は僅少であった。
1937年に現在の神戸電鉄粟生線が開業すると京阪神方面への旅客流動はさらに減り、戦後の貨物輸送廃止後はジリ貧となっていた。このため1968年には赤字83線に選定され、また1981年に第一次特定地方交通線に指定され、1985年に三木鉄道へと転換された。しかし、転換前は加古川への直通列車が主体であったが、転換後は加古川への直通列車もなくなったために一層乗客が減少するという厳しい状況が続いていた。
三木鉄道は長らく営業距離が第三セクター鉄道では最短であったが2002年開業の芝山鉄道にその座を譲った。
経営改善を狙い、北海道旅客鉄道（JR北海道）が開発中の線路と道路の両方を走れるデュアル・モード・ビークル (DMV) を導入して、三木線の終点三木駅から約800m離れている神戸電鉄三木駅の間を直通することも検討していたが、2006年に三木市の財政再建のため「三木鉄道の廃止」を公約に掲げ市長に当選した薮本吉秀が2007年3月1日の市議会で全線の廃止を正式決定し、早ければ2007年度中に廃線とする方針を表明した。4月26日には三木鉄道の取締役会でも廃線が決定された。
7月23日、市長が廃止届けを提出し、2008年4月1日に廃止する予定を表明した。
この決定によって予定通り全線が廃止され、特定地方交通線から鉄道として存続した路線では7例目、うち第三セクター鉄道として存続した路線では5例目、さらにそのうち会社の名前も消滅する全線廃止のケースでは4例目となった。

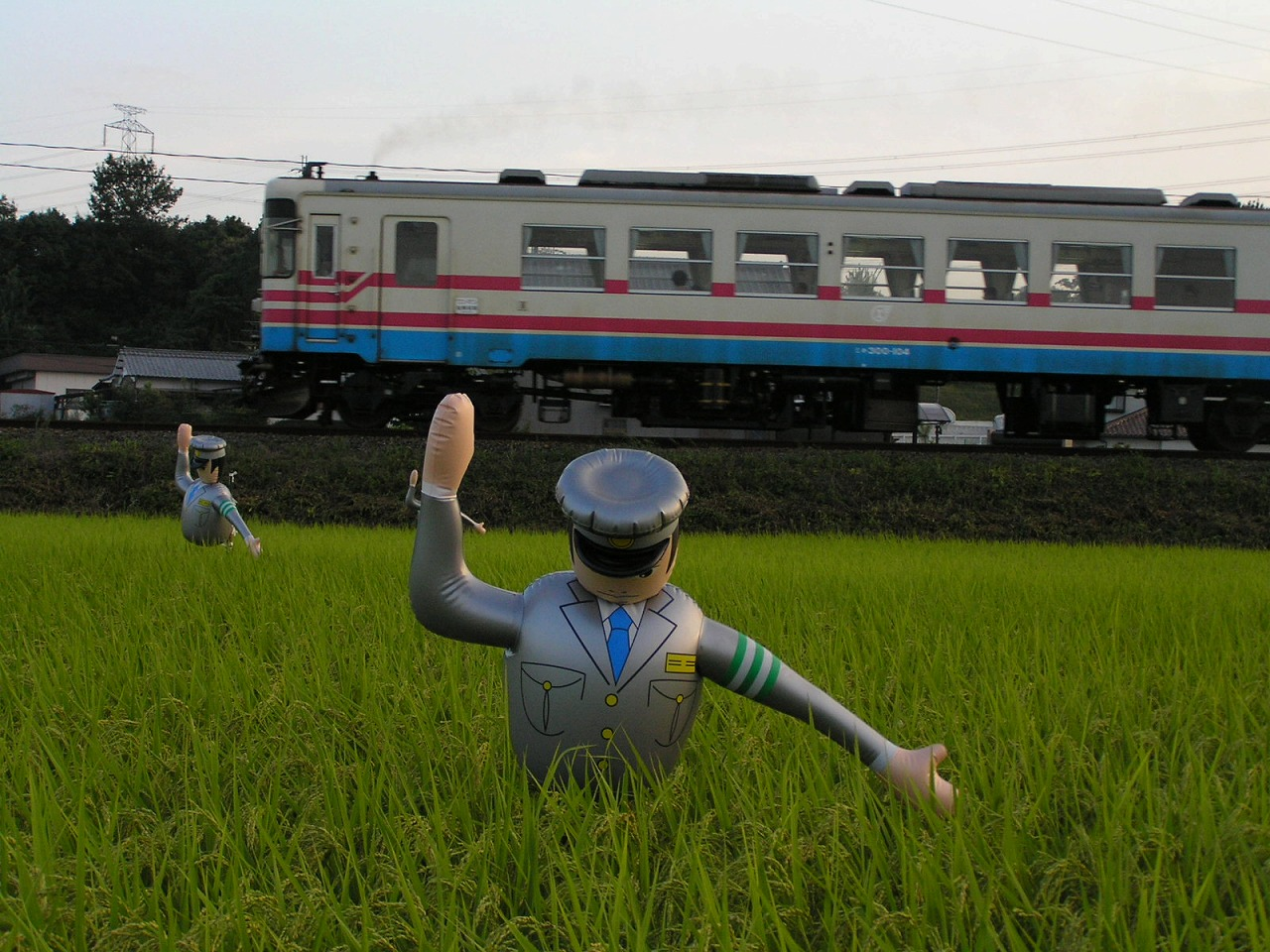
美嚢川沿いの田園地帯を走っていた。（宗佐駅 - 国包駅間）
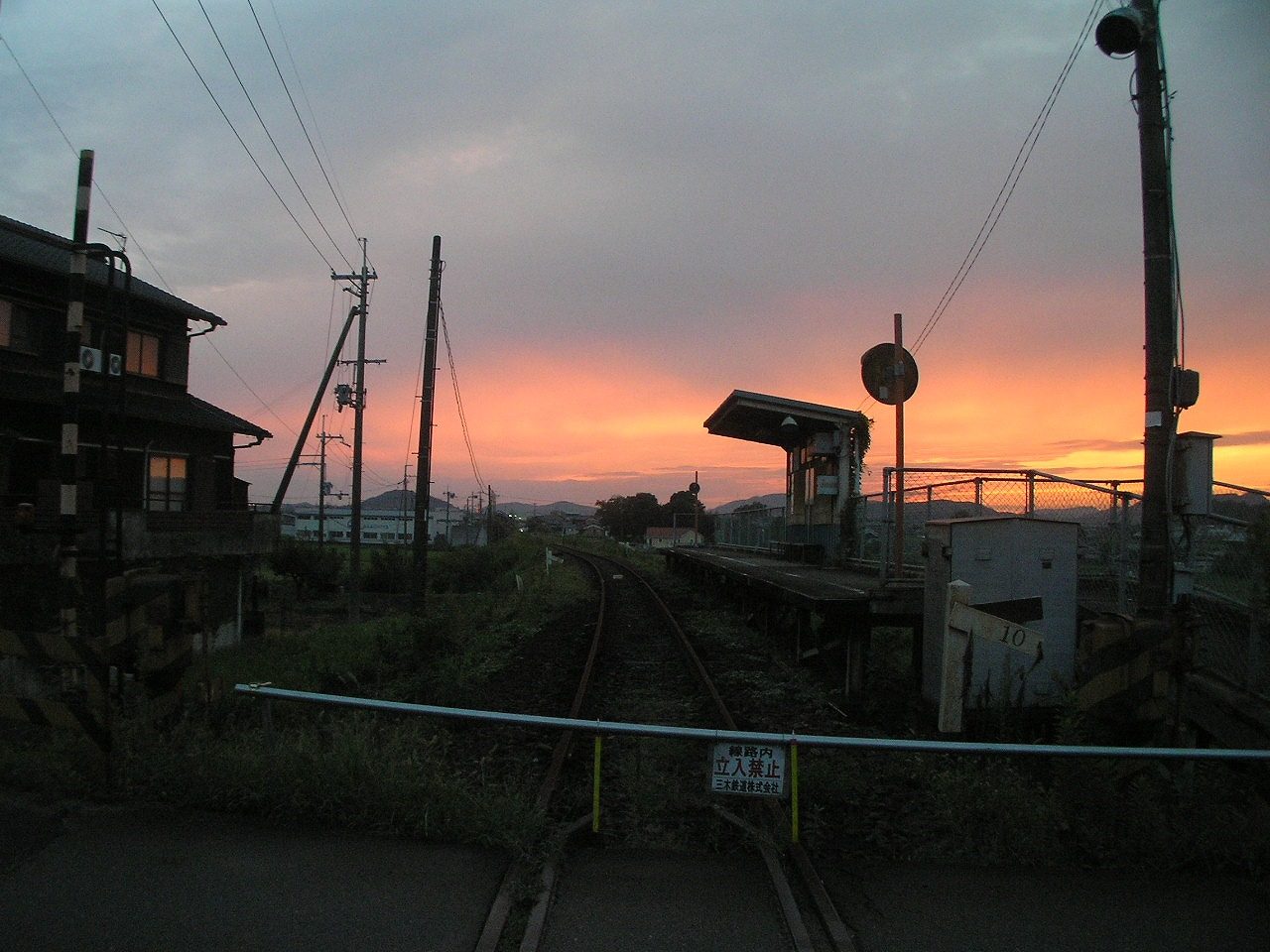
廃線跡（宗佐駅）

## 路線データ
- 路線距離（営業キロ）：6.6 km
- 軌間：1,067 mm
- 駅数：9駅（起終点駅含む）
- 複線区間：なし（全線単線）
- 電化区間：なし（全線非電化）
- 閉塞方式：スタフ閉塞式

## 運行形態
線内折り返し列車のみ1時間あたり1 - 2本程度の運行で、ワンマン運転を実施していた。交換可能な途中駅はなく全線1閉塞であり、1本の列車が線内を行き来していた。国鉄時代は加古川線直通の加古川駅発着が多く、5時 - 22時の運行であった。
国鉄時代は、三木線に急勾配などがなかったため、加古川機関区などから派出されてきたC12形などの蒸気機関車が貨物列車などを牽引している写真や映像などが多く残っている。

## 利用状況

### 輸送実績
三木線の近年の輸送実績を下表に記す。
表中、輸送人員の単位は万人。輸送人員は年度での値。表中、最高値を赤色で、最高値を記録した年度以降の最低値を青色で、最高値を記録した年度以前の最低値を緑色で表記している。
| 年度別輸送実績     | 年度別輸送実績                  | 年度別輸送実績                  | 年度別輸送実績                  | 年度別輸送実績                  | 年度別輸送実績  | 年度別輸送実績                         |
| 年度               | 輸送実績（乗車人員）：万人/年度 | 輸送実績（乗車人員）：万人/年度 | 輸送実績（乗車人員）：万人/年度 | 輸送実績（乗車人員）：万人/年度 | 輸送密度 人/1日 | 特記事項                               |
| ------------------ | ------------------------------- | ------------------------------- | ------------------------------- | ------------------------------- | --------------- | -------------------------------------- |
| 年度               | 通勤 定期                       | 通学 定期                       | 定期外                          | 合計                            | 輸送密度 人/1日 | 特記事項                               |
| 1985年（昭和60年） | 16.1                            | 5.5                             | 17.1                            | 38.7                            | 822             | 国鉄から移管・開業。4駅新設。          |
| 1986年（昭和61年） | 12.3                            | 4.8                             | 15.6                            | 32.7                            | 631             | 宗佐駅、下石野駅、西這田駅、高木駅開業 |
| 1987年（昭和62年） | 8.3                             | 3.4                             | 13.7                            | 25.4                            | 514             |                                        |
| 1988年（昭和63年） | 8.0                             | 4.1                             | 13.6                            | 25.7                            | 548             |                                        |
| 1989年（平成元年） | 8.1                             | 4.2                             | 13.0                            | 25.3                            | 545             |                                        |
| 1990年（平成2年）  | 7.4                             | 3.9                             | 12.7                            | 24.0                            | 519             |                                        |
| 1991年（平成3年）  | 7.1                             | 3.4                             | 12.8                            | 23.3                            | 488             |                                        |
| 1992年（平成4年）  | 6.7                             | 3.8                             | 12.4                            | 22.9                            | 479             |                                        |
| 1993年（平成5年）  | 6.7                             | 4.4                             | 13.1                            | 24.2                            | 506             |                                        |
| 1994年（平成6年）  | 6.2                             | 3.6                             | 13.1                            | 22.9                            | 472             |                                        |
| 1995年（平成7年）  | 6.1                             | 4.5                             | 14.3                            | 24.9                            | 509             |                                        |
| 1996年（平成8年）  | 5.5                             | 4.1                             | 13.6                            | 23.2                            | 487             |                                        |
| 1997年（平成9年）  | 6.8                             | 3.4                             | 11.8                            | 22.0                            | 450             |                                        |
| 1998年（平成10年） | 6.4                             | 2.7                             | 11.8                            | 20.9                            | 434             |                                        |
| 1999年（平成11年） | 5.4                             | 2.9                             | 12.4                            | 20.7                            | 422             |                                        |
| 2000年（平成12年） | 4.6                             | 2.8                             | 11.9                            | 19.3                            | 396             |                                        |
| 2001年（平成13年） | 4.2                             | 3.5                             | 10.8                            | 18.5                            | 361             |                                        |
| 2002年（平成14年） | 3.9                             | 3.2                             | 10.4                            | 17.5                            | 341             |                                        |
| 2003年（平成15年） | 3.6                             | 3.7                             | 10.1                            | 17.4                            | 340             |                                        |
| 2004年（平成16年） | 3.6                             | 3.9                             | 9.4                             | 16.9                            | 331             |                                        |
| 2005年（平成17年） |                                 |                                 |                                 | 17.7                            |                 |                                        |
| 2006年（平成18年） |                                 |                                 |                                 | 15.3                            |                 |                                        |
| 2007年（平成19年） |                                 |                                 |                                 |                                 |                 |                                        |
| 2008年（平成20年） |                                 |                                 |                                 |                                 |                 | 廃止                                   |

### 収入実績
三木線の近年の収入実績を下表に記す。
表中、収入の単位は千円。数値は年度での値。表中、最高値を赤色で、最高値を記録した年度以降の最低値を青色で、最高値を記録した年度以前の最低値を緑色で表記している。
| 年度別収入実績     | 年度別収入実績          | 年度別収入実績          | 年度別収入実績          | 年度別収入実績          | 年度別収入実績          | 年度別収入実績     | 年度別収入実績   |
| 年度               | 旅客運賃収入：千円/年度 | 旅客運賃収入：千円/年度 | 旅客運賃収入：千円/年度 | 旅客運賃収入：千円/年度 | 旅客運賃収入：千円/年度 | 運輸雑収 千円/年度 | 総合計 千円/年度 |
| ------------------ | ----------------------- | ----------------------- | ----------------------- | ----------------------- | ----------------------- | ------------------ | ---------------- |
| 年度               | 通勤定期                | 通学定期                | 定期外                  | 手小荷物                | 合計                    | 運輸雑収 千円/年度 | 総合計 千円/年度 |
| 1985年（昭和60年） | 23,733                  | ←←←←                    | 31,169                  | 0                       | 54,902                  | 85                 | 54,987           |
| 1986年（昭和61年） | 19,825                  | ←←←←                    | 26,069                  | 0                       | 45,894                  | 853                | 46,747           |
| 1987年（昭和62年） | 10,603                  | 2,750                   | 22,941                  | 0                       | 36,294                  | 1,132              | 37,426           |
| 1988年（昭和63年） | 10,137                  | 3,221                   | 22,956                  | 0                       | 36,214                  | 2,116              | 38,330           |
| 1989年（平成元年） | 10,896                  | 3,744                   | 23,769                  | 0                       | 38,409                  | 1,581              | 39,990           |
| 1990年（平成2年）  | 10,209                  | 3,545                   | 23,092                  | 0                       | 36,846                  | 1,730              | 38,576           |
| 1991年（平成3年）  | 9,858                   | 2,981                   | 23,237                  | 0                       | 36,076                  | 2,609              | 38,685           |
| 1992年（平成4年）  | 9,158                   | 3,235                   | 22,599                  | 0                       | 34,992                  | 2,415              | 37,407           |
| 1993年（平成5年）  | 9,088                   | 3,830                   | 23,620                  | 0                       | 36,538                  | 3,086              | 39,624           |
| 1994年（平成6年）  | 9,098                   | 3,135                   | 23,551                  | 0                       | 35,784                  | 3,106              | 38,890           |
| 1995年（平成7年）  | 8,589                   | 3,924                   | 25,892                  | 0                       | 38,405                  | 3,592              | 41,997           |
| 1996年（平成8年）  | 7,525                   | 3,573                   | 24,473                  | 0                       | 35,571                  | 3,530              | 39,101           |
| 1997年（平成9年）  | 9,699                   | 2,974                   | 24,028                  | 0                       | 36,701                  | 3,066              | 39,767           |
| 1998年（平成10年） | 9,184                   | 2,590                   | 23,451                  | 0                       | 35,225                  | 3,394              | 38,619           |
| 1999年（平成11年） | 7,826                   | 2,784                   | 24,202                  | 0                       | 34,812                  | 4,125              | 38,937           |
| 2000年（平成12年） | 6,696                   | 2,621                   | 23,484                  | 0                       | 32,801                  | 4,175              | 36,976           |
| 2001年（平成13年） | 6,048                   | 3,040                   | 21,517                  | 0                       | 30,605                  | 4,118              | 34,723           |
| 2002年（平成14年） | 5,690                   | 2,610                   | 20,717                  | 0                       | 29,017                  | 3,199              | 32,216           |
| 2003年（平成15年） | 5,314                   | 2,925                   | 20,183                  | 0                       | 28,422                  | 3,167              | 31,589           |
| 2004年（平成16年） | 5,177                   | 3,174                   | 19,053                  | 0                       | 27,404                  | 3,237              | 30,641           |
| 2005年（平成17年） |                         |                         |                         |                         |                         |                    |                  |
| 2006年（平成18年） |                         |                         |                         |                         |                         |                    |                  |
| 2007年（平成19年） |                         |                         |                         |                         |                         |                    |                  |
| 2008年（平成20年） |                         |                         |                         |                         |                         |                    |                  |

## 歴史

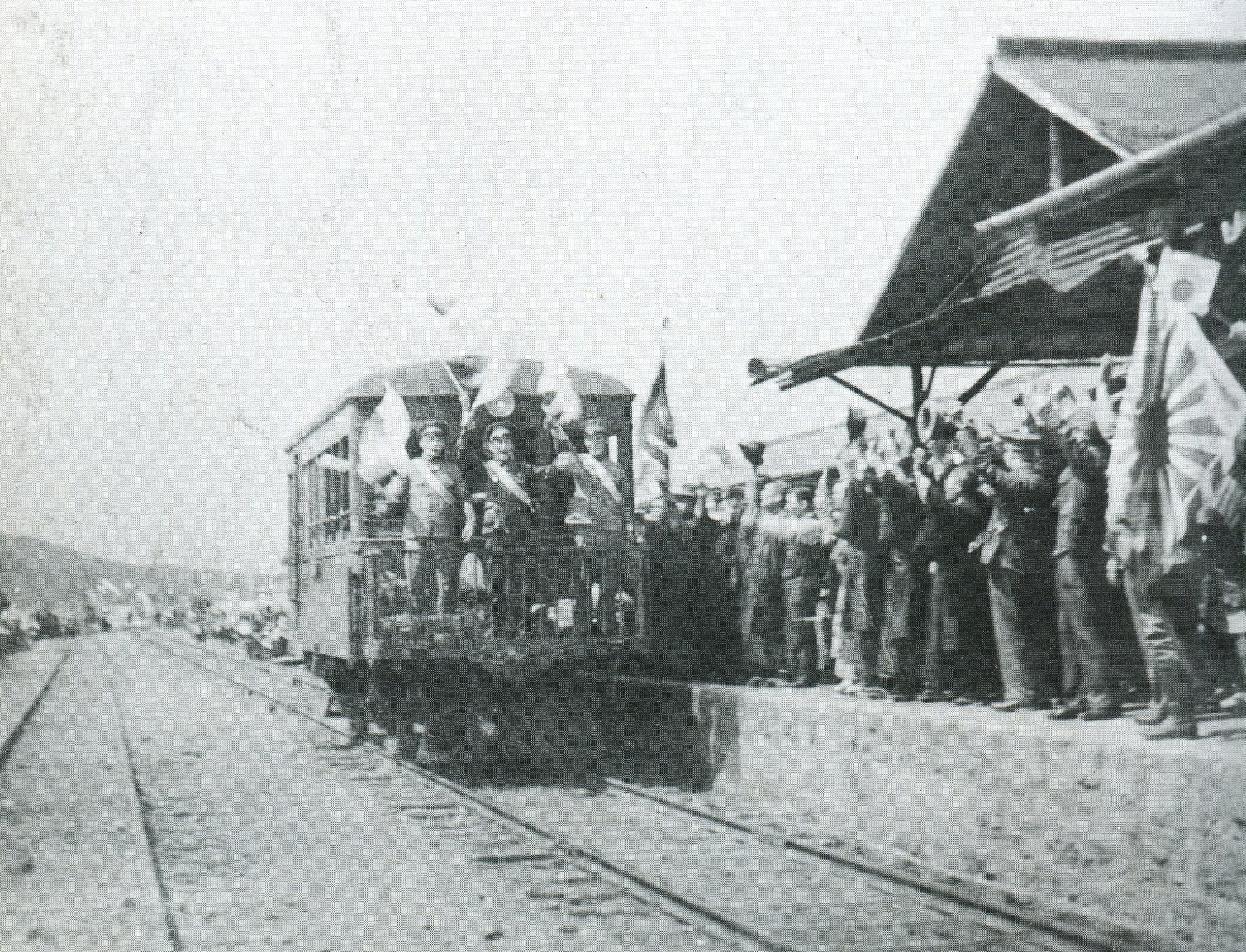
戦時中では招集された出征兵士が乗っていた（1940年撮影）

播州鉄道によって1916年に開業し、播丹鉄道を経て、1943年に戦時買収され国鉄三木線となった。
三木線の経営を播州鉄道から引き継いだ播丹鉄道は三木駅から先、明石市大明石町までの免許を1926年に取得していたが1937年に失効している。
国鉄再建法の規定により1981年に特定地方交通線に選定され、1985年に第三セクターの三木鉄道に転換された。転換にあたり、より利用しやすいよう簡素な構造の駅をいくつか新設している。このため、駅間距離は比較的短い。

### 廃止前後の動き

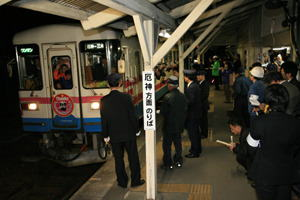
三木駅に到着する営業最終列車（三木駅22:52着、9分延着）

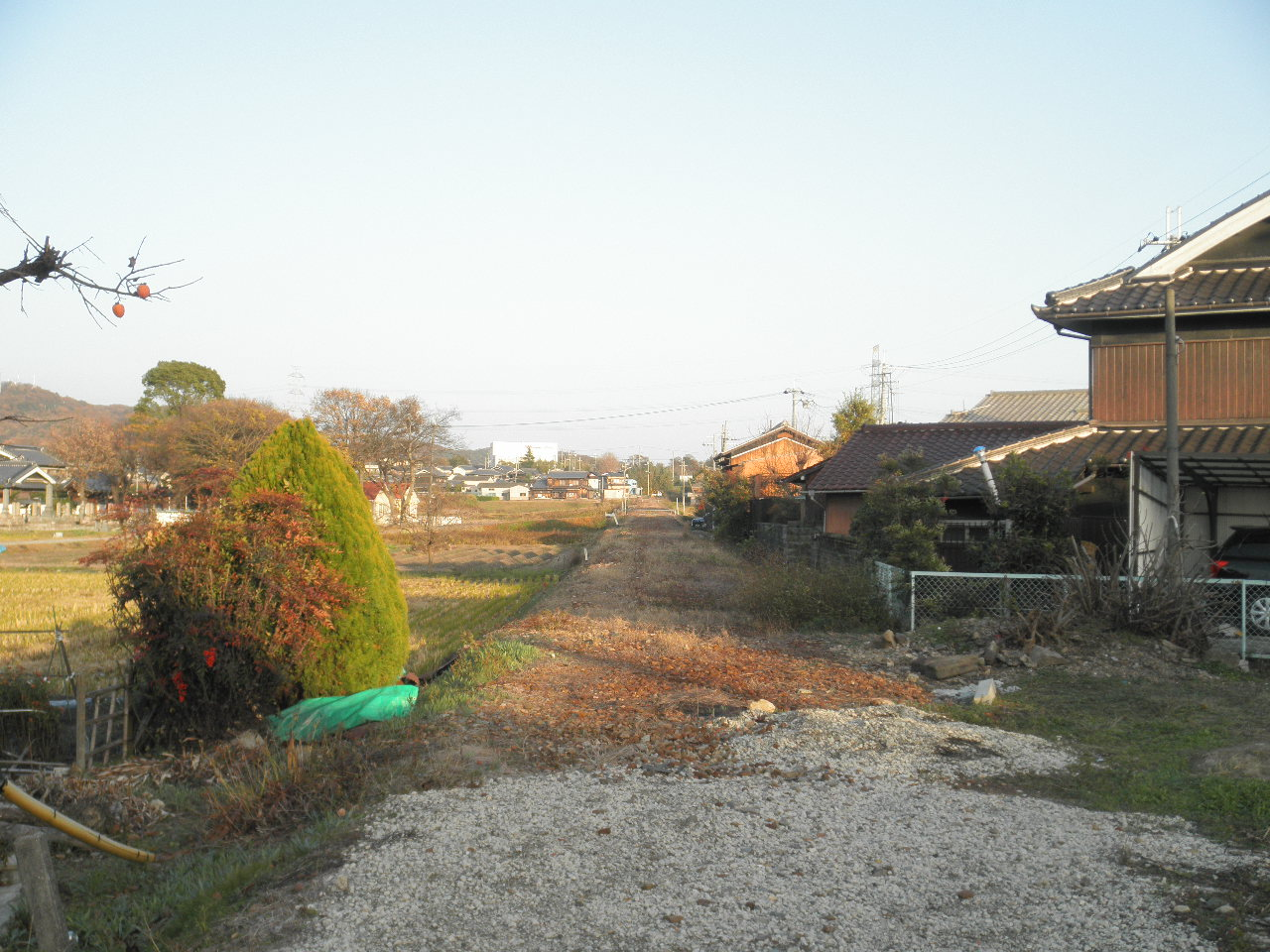
撤去済みの軌道敷跡（加古川市上荘町、2010年12月撮影）

三木鉄道が2007年7月に始めた休日限定の列車の貸切プランが好調で、車内でブッシュドノエルを作る列車や、廃止を惜しむ鉄道ファンによるイベント列車が報道された。また、三木駅ではDVDや写真集、せんべい、チョロQなども販売された。
2008年3月1日より、「Thanks ありがとう三木鉄道 1916-2008」と書かれた惜別ヘッドマークが、所属するミキ300形全車両に掲出されていた。また、同年3月29日から31日は、名残を惜しむ鉄道ファンや沿線住民が大量に乗車することによる混雑が予想されたため、警備員70人体制で備えた。
同月31日の営業最終日は平日にもかかわらず、初発列車から満員状態になったほか、15時には三木駅前にて三木高校吹奏楽部が「いい日旅立ち」などを演奏するといった惜別イベントも実施された。同日の22時52分、ミキ300-104を充当した営業最終列車が三木駅に9分遅れで到着したことをもって列車の運行を終了したのち、23時5分、乗客からの花束贈呈や鉄道部長の挨拶があり、24時をもって三木駅の扉が閉じられた。
廃線後、踏切は撤去され、線路内や三木駅内等に立ち入ることはできず、線路だけが残されていたが、2009年3月から線路の撤去作業が開始され、同年6月20日時点では約8割の作業が終了しているほか、宗佐駅、国包駅の撤去作業も完了した。

### 廃線跡の整備
三木市内区間の跡地利用については、市が検討のための諮問機関「三木鉄道跡地等利用検討委員会」を設置し、2008年のほぼ年間にわたって検討が行われた結果、街づくりの観点から重要な用地と位置づけられ、鉄道の歴史継承や観光振興のほか、災害対策強化なども盛り込んだ計画が策定された。計画では「三木駅周辺エリア」と「軌道敷エリア」に大別され、前者では路線バスの結節点など地域交通の拠点として、後者では踏切跡の交通障害除去（道路拡幅）のほか一部の鉄道施設について保存・活用をはかる内容となっている。なお、後者のうち鉄道営業当時の景観を保存した遊歩道を整備するとしていた加古川市境付近の区間において、約80メートルにわたるレールや枕木の盗難が2011年6月に明らかとなった。
三木市域の廃線跡は「別所ゆめ街道」として整備され、2018年5月13日に完成式典が行われた。石野-西這田間の花尻川橋梁および国道175号の立体交差付近-三木鉄道記念公園間以外は遊歩道として歩行者の通行が可能になっている。石野・別所の両駅はホームと線路を生かした休憩施設となっており、老朽化した駅舎は解体されて跡地に駅舎風の休憩所が建てられている一方、三木鉄道時代に開業した駅は完全に撤去され跡形もない。
加古川市域の廃線跡は、旧国包駅から厄神駅間の一部で予算8600万円を掛けた自転車歩行者道整備工事が令和6年（2024年）度より行われている。その他の区間は線路・駅施設・橋梁などの設備を撤去したのみで放置状態である。

### 年表
- 1916年（大正5年）11月22日 - 播州鉄道 厄神 - 別所間（3.3 M≒5.31 km）が開業。国包駅、石野停留場、別所駅開業。
- 1917年（大正6年）1月23日 - 別所 - 三木間（0.8 M≒1.29 km）が延伸開業し全通。三木駅開業。
- 1921年（大正10年）5月9日 - 石野停留場休止[16]。
- 1923年（大正12年）7月1日 - 石野停留場営業再開。
  - 12月21日 - 播丹鉄道に譲渡。
- 1930年（昭和5年）4月1日 - 営業距離をマイル表記からメートル表記に変更（4.1 M→6.7 km）。
  - 12月20日 - 別所 - 三木間に高木神前停留場開業。
- 1943年（昭和18年）6月1日 - 播丹鉄道が国有化、三木線となる[17]。別所 - 三木間改キロ (+0.1 km)。石野停留場を駅に格上げ。高木神前停留場廃止。
- 1974年（昭和49年）10月1日 - 貨物営業廃止。
- 1981年（昭和56年）9月18日 - 特定地方交通線第1次廃止対象として廃止承認。
- 1984年（昭和59年）2月23日 - 第三セクター鉄道への転換を決定。
- 1985年（昭和60年）4月1日 - 三木鉄道に転換[1]。別所 - 三木間改キロ (-0.2 km)。
- 1986年（昭和61年）4月1日 - 宗佐駅、下石野駅、西這田駅、高木駅開業[18]。高木駅は旧・高木神前停留場と同一地点。
- 2006年（平成18年）3月18日 - ダイヤ改正を実施、早朝の始発列車を30分繰り下げ。
- 2008年（平成20年）4月1日 - 全線廃止 (-6.6 km)。神姫バスが三木鉄道代替バスを運行開始。

## 駅一覧
- 全駅兵庫県に所在。
- *印は三木鉄道転換後に設置された新駅。
- 代替バスの停留所については三木鉄道代替バスを参照。

| 駅名      | 営業キロ | 営業キロ | 接続路線                 | 所在地   |
| 駅名      | 駅間     | 累計     | 接続路線                 | 所在地   |
| --------- | -------- | -------- | ------------------------ | -------- |
| 厄神駅    | -        | 0.0      | 西日本旅客鉄道：加古川線 | 加古川市 |
| 国包駅    | 1.0      | 1.0      |                          | 加古川市 |
| 宗佐駅*   | 0.5      | 1.5      |                          | 加古川市 |
| 下石野駅* | 0.5      | 2.0      |                          | 三木市   |
| 石野駅    | 0.6      | 2.6      |                          | 三木市   |
| 西這田駅* | 1.7      | 4.3      |                          | 三木市   |
| 別所駅    | 1.0      | 5.3      |                          | 三木市   |
| 高木駅*   | 0.7      | 6.0      |                          | 三木市   |
| 三木駅    | 0.6      | 6.6      |                          | 三木市   |

## 廃止代替バス
2008年4月1日より神戸電鉄恵比須駅（一部の便は三木鉄道三木駅）から厄神駅間で神姫バスにより代替バスが運行されている。日中はすべての便が恵比須駅 - 厄神駅間の運行となっており、1 - 2時間に1本の運行である。
代替バスではICカードのNicoPaならびにICOCA・PiTaPaが使用可能となっている（厄神駅で接続する加古川線はサービスエリア外だったが、2016年3月26日よりPiTaPa・ICOCAは利用可能になった）ほか、神姫バス全線定期が使用できる。